# شور آرق
شور آرق (به لاتین: Shur Areq) یک منطقهٔ مسکونی در افغانستان است که در ولایت بلخ واقع شده‌است.